# وادي سدر
وادي سدر، المعروف أحيانًا باسم وادي سدير، هو أحد الأودية الطبيعية الجميلة والمميزة التي تقع في منطقة البحر الميت في فلسطين. يتمتع الوادي بتنوع طبيعي فريد من نوعه، ويعد وجهة سياحية محببة للعديد من الزوار المحليين والدوليين بفضل جماله الطبيعي وثرائه البيئي.

## الموقع الجغرافي
يقع وادي سدر في الضفة الغربية، بالقرب من محمية عين جدي، ويعد جزءًا من المنظومة البيئية المحيطة بالبحر الميت. يشتهر الوادي بموقعه الجغرافي المتميز الذي يعبره العديد من الوديان الصغيرة، حيث يمتد عبر الأراضي القاحلة والصحراوية ويشكل حلقة وصل بين المناطق الجبلية المرتفعة والمسطحات المائية. يتمتع وادي سدر بموقع استراتيجي يربط بين عدة مناطق طبيعية، مما يجعله نقطة جذب هامة للطبيعة والسياحة البيئية.

## الخصائص الطبيعية
يتميز وادي سدر بتضاريسه الجغرافية المتنوعة التي تضم الأراضي السهلية والجبال المرتفعة، ويعد مثالًا حيًا على التباين الطبوغرافي في مناطق البحر الميت. يتمتع الوادي بتنوع بيئي هائل، ويشكل بيئة مواتية لتنوع النباتات والحيوانات التي تتكيف مع الظروف الصحراوية القاسية. يشهد الوادي تدفق مياه الينابيع التي تنبع من أعالي الجبال المحيطة، ما يمنحه خضرة نادرة مقارنة بالمناطق الصحراوية الأخرى.

## التنوع البيولوجي
يعد وادي سدر موطنًا للعديد من الأنواع النباتية والحيوانية التي تتناسب مع البيئة الصحراوية. من أبرز النباتات التي تنمو في الوادي شجرة السدر، التي تُعرف محليًا بـ "النبق"، وهي شجرة شوكية تعطي الوادي اسمه وتعتبر من النباتات الهامة في المنطقة. كما توجد أنواع أخرى من الأشجار مثل شجرة العشير وشجرة السمرة، التي تنمو بشكل طبيعي في الوادي وتوفر بيئة ملائمة للعديد من الحيوانات.
من حيث الحيوانات، يشهد وادي سدر وجود أنواع متعددة من الطيور والحيوانات البرية مثل الوعل النوبي والضبع المخطط والذئب، إضافة إلى القوارض مثل الفأر الشوكي والنيص. كما يعد الوادي موطنًا للعديد من الطيور المهاجرة التي تتوقف في المنطقة خلال هجراتها الموسمية.

## أهمية بيئية وسياحية
يعد وادي سدر من أبرز المواقع السياحية في منطقة البحر الميت، حيث يمكن للزوار الاستمتاع بمسارات المشي في الوادي وممارسة الأنشطة الترفيهية مثل التسلق والمشي لمسافات طويلة. يُعتبر الوادي أيضًا مكانًا مثاليًا لمراقبة الحياة البرية والنباتية، حيث يمكن للزوار رؤية تنوع الحياة البرية في بيئتها الطبيعية.
تُعتبر ينابيع وادي سدر مصدرًا أساسيًا للمياه في المنطقة، وتدفق المياه المستمر على مدار السنة يسهم في الحفاظ على الحياة النباتية والحيوانية في المنطقة، مما يجعل الوادي محمية طبيعية حيوية.

## التحديات البيئية
رغم جماله الطبيعي وثرائه البيئي، فإن وادي سدر يواجه العديد من التحديات البيئية. مثل غيره من المناطق الصحراوية، يعاني الوادي من التصحر والتهديدات الناتجة عن التغيرات المناخية، حيث يزداد الجفاف وقلة الأمطار في المنطقة. إضافة إلى ذلك، تشكل الأنشطة السياحية غير المنضبطة تهديدًا للنظام البيئي الهش، مما يستدعي اتخاذ إجراءات لحمايته من التلوث والتدهور البيئي.

## معرض الصور

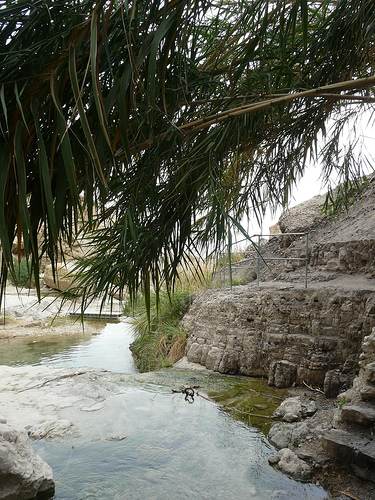
منظر شامل لوادي سدر، يظهر جمال الطبيعة الصحراوية والتضاريس الجغرافية الفريدة.
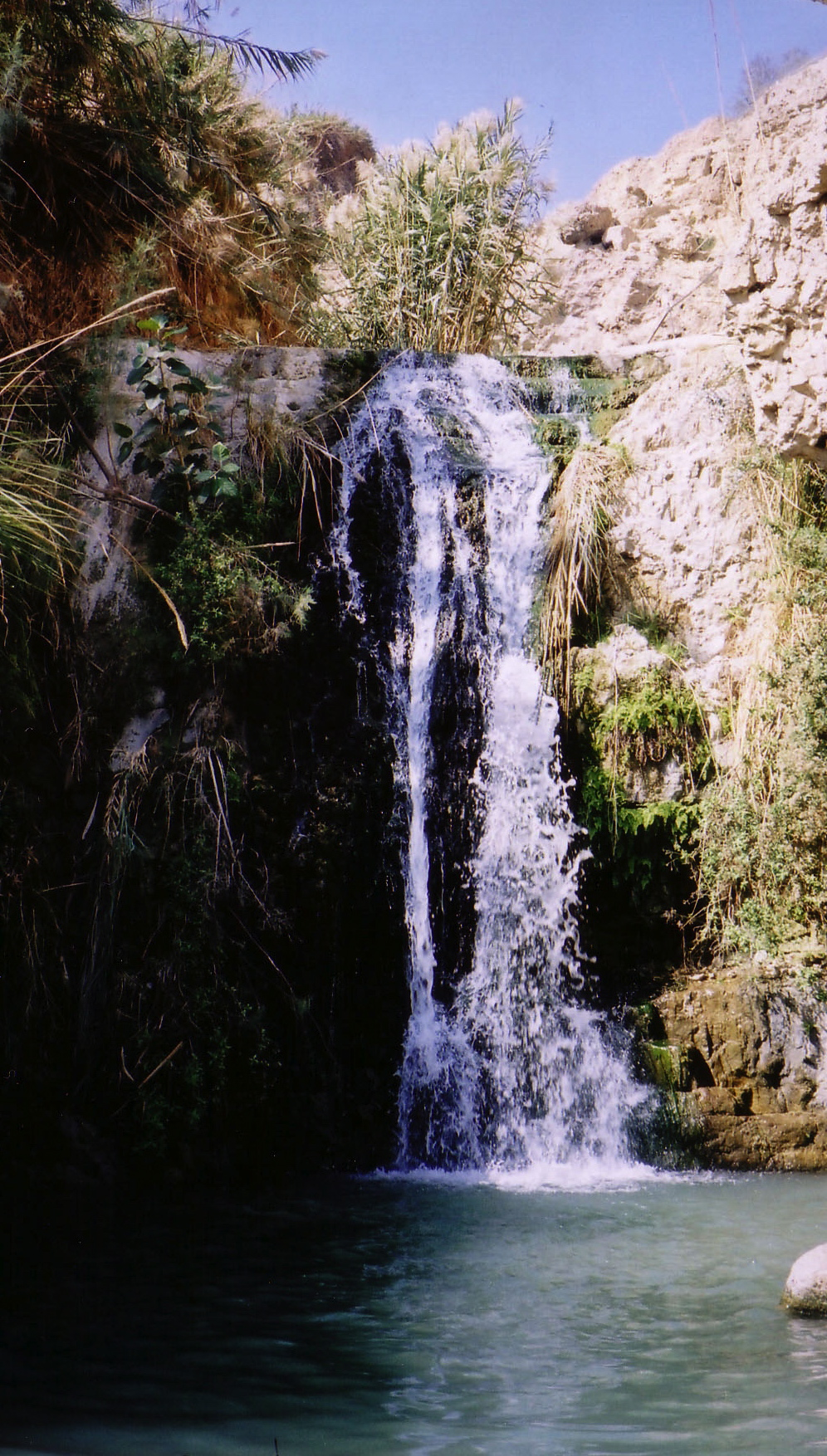
مجرى المياه في وادي سدر مع شجرة السدر، والتي تعطي الوادي اسمه، وتبرز الطبيعة الغنية.
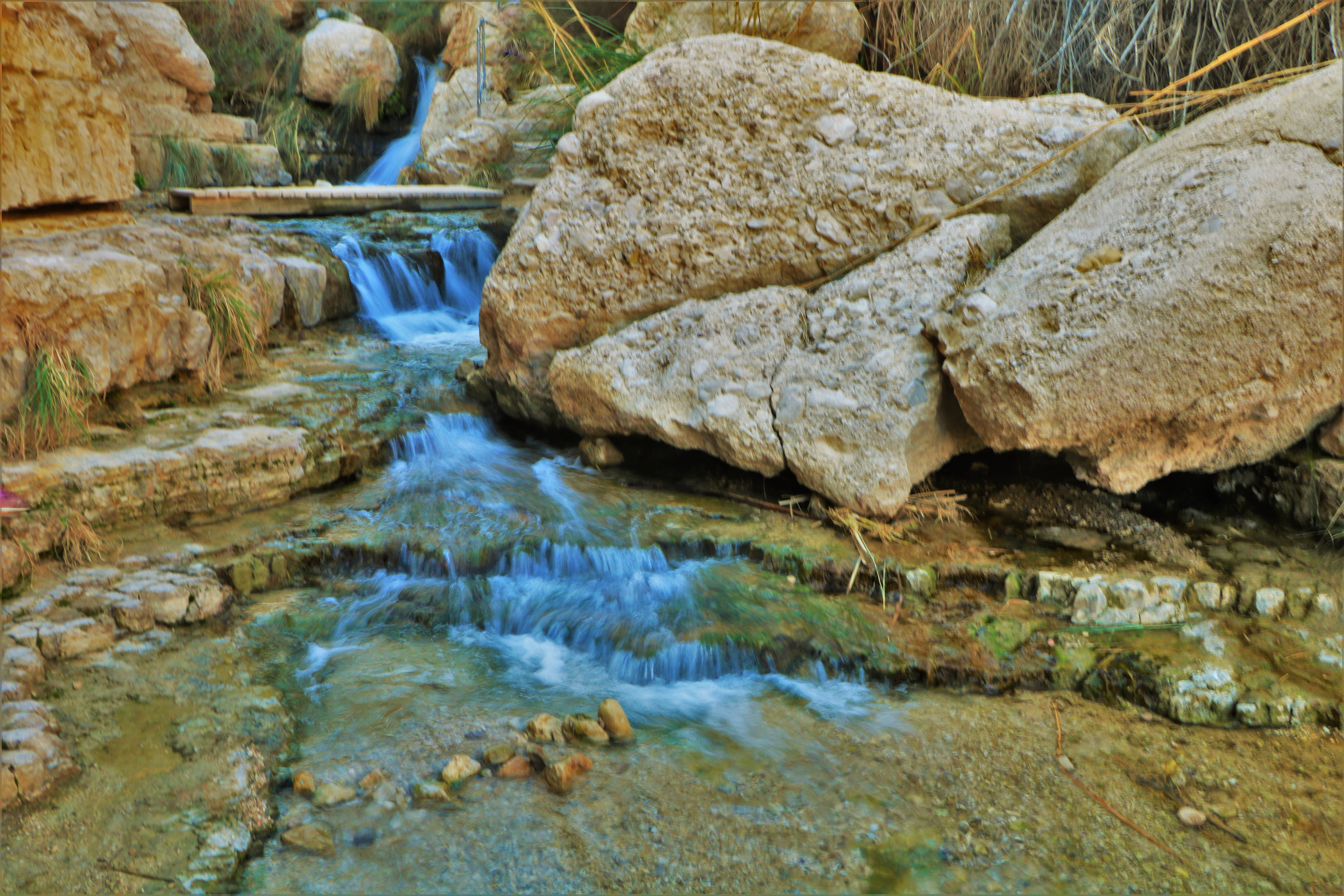
الوعل النوبي في وادي سدر، أحد الحيوانات البرية المميزة في المنطقة.
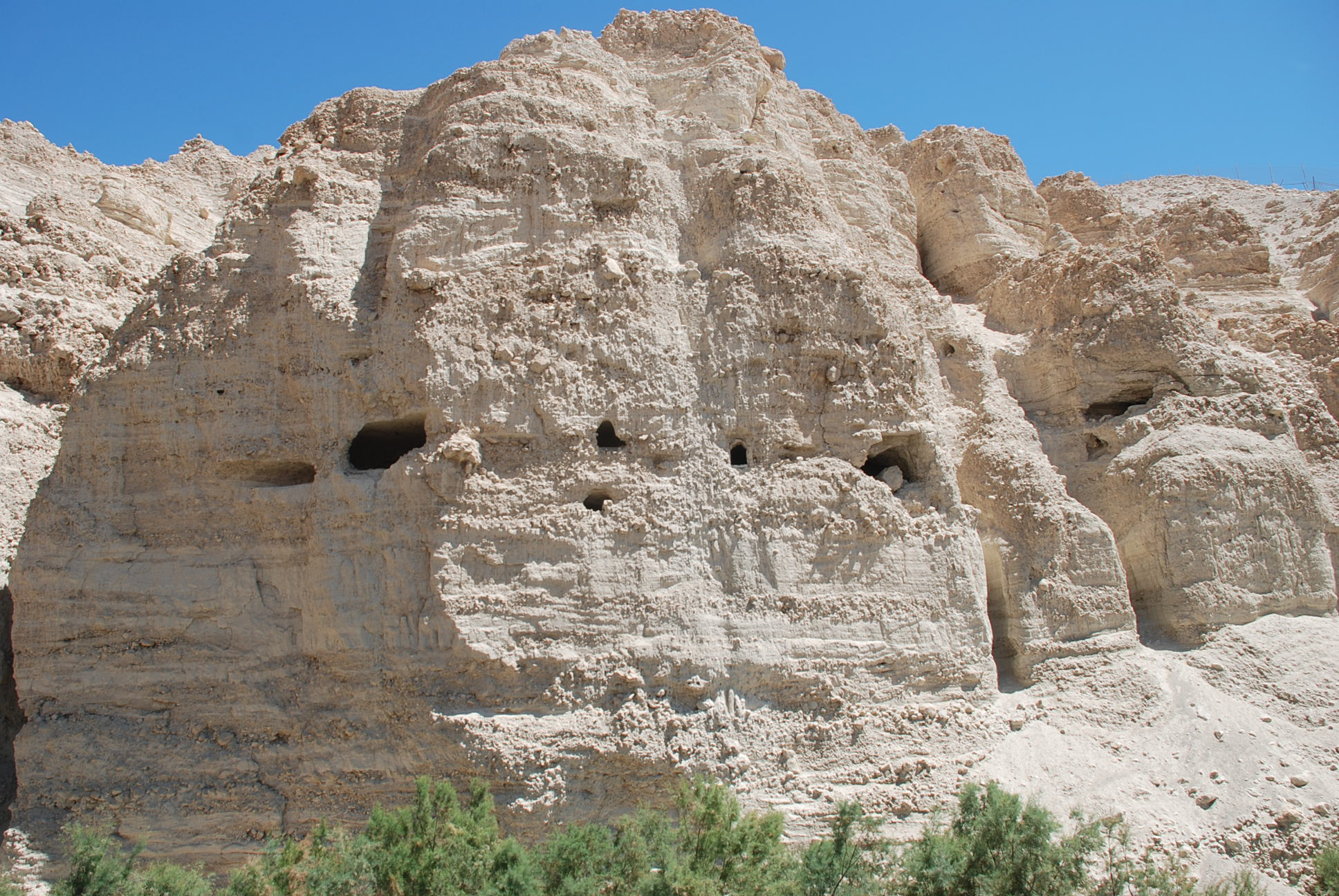
مناظر طبيعية رائعة من وادي سدر، تُظهر تنوع التضاريس والبيئة الصحراوية.
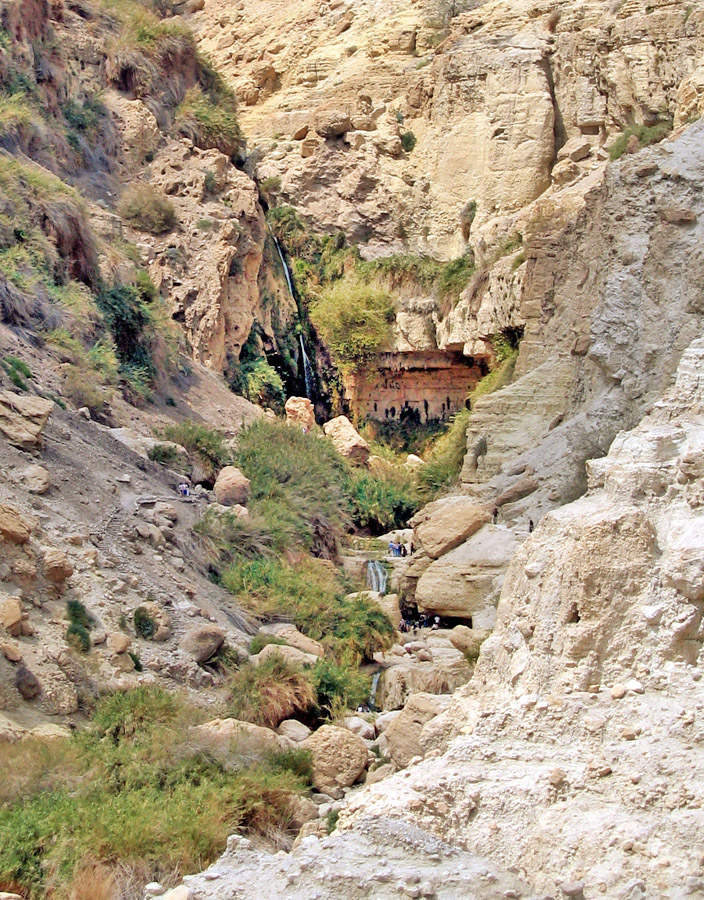
منظر آخر للوادي مع تباين واضح بين الصخور والتضاريس الخضراء في المنطقة.
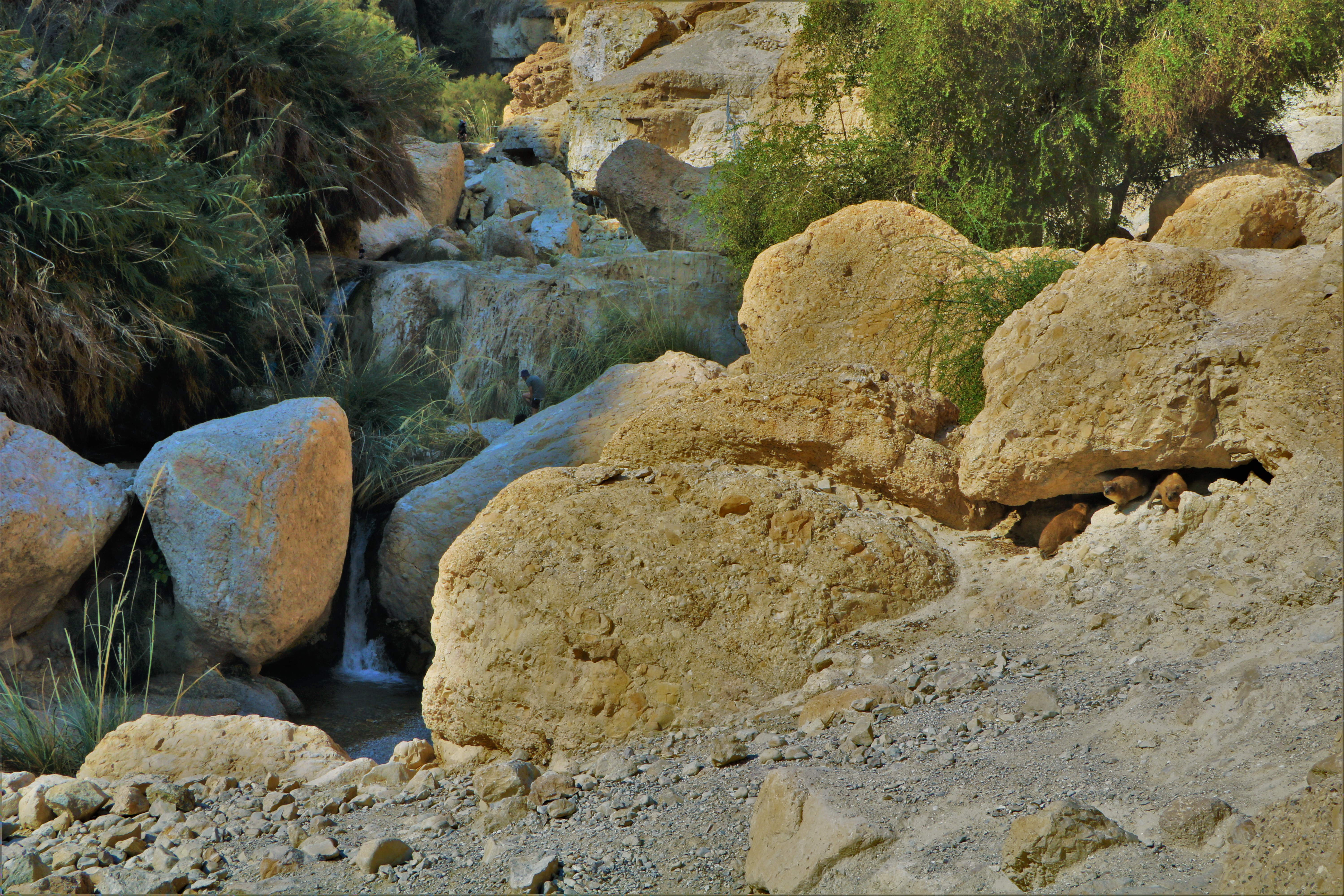
شجرة السدر في وادي سدر، موطن للعديد من أنواع الحياة البرية.